# Midara bengueta
Midara bengueta là một loài bướm đêm thuộc phân họ Arctiinae, họ Erebidae.